# مارتیلی
مارتیلی (به فرانسوی: Marthille) یک کمون در فرانسه است که در Canton of Delme واقع شده‌است.

## خصوصیات
مارتیلی ۱۰٫۲ کیلومترمربع مساحت و ۱۷۸ نفر جمعیت دارد و ۲۲۰ متر بالاتر از سطح دریا واقع شده‌است.